# Liste des parcs de loisirs de Belgique
Les parcs en italique ne sont plus en activité.

## Localisation des principaux parcs de loisirs du Belgique
| Bellewaerde Bobbejaanland Boudewijn Seapark Parc attractif Reine Fabiola Plopsaland De Panne Plopsa Indoor Hasselt Plopsa Coo Walibi Belgium |

## Province d'Anvers
- Bobbejaanland, Lichtaert
- Comics Station, Anvers
- Domaine De Nekker, Malines
- Domaine de Zilvermeer, Mol
- Domaine récréatif Keiheuvel, Balen
- Mega Speelstad, Wechelderzande
- Netepark, Herentals
- Olmense Zoo, Olmen
- Planckendael, Malines
- Plopsa Station Antwerpen, Anvers
- Sunpark Kempense Meren, Mol
- Technopolis, Malines
- Zoo d'Anvers, Anvers

## Province du Brabant flamand
- Centre provincial Halve Maan, Diest
- Domaine de Hofstade, Hofstade
- Domaine de Huizingen, Huizingen
- Domaine de Kessel-Lo, Kessel-Lo
- ZoetWaterPark  (anciennement : Zoete Waters), Oud-Heverlee

## Province du Brabant wallon
- Aqualibi (Parc aquatique), Wavre
- Aventure Parc, Wavre
- Domaine provincial d'Hélécine, Hélécine
- Domaine provincial du Bois des Rêves, Ottignies-Louvain-la-Neuve
- Walibi Belgium (anciennement : Six Flags Belgium, Walibi Wavre, Walibi), Wavre

## Province de Flandre-Occidentale
- Bellewaerde (anciennement : Safari Bellewaerde, Toeristisch Centrum Bellewaerde), Ypres
- Boudewijn Seapark (anciennement : Boudewijnpark), Bruges
- Dadipark, Dadizele
- Earth Explorer, Ostende
- Plopsaland De Panne (anciennement : Meli Park), La Panne
- Seafront Zeebrugge, Zeebruges
- Sea Life Centre, Blankenberge
- Sportoase Duinenwater, Knokke
- Sunpark De Haan, Le Coq
- Sunpark Oostduinkerke aan zee, Ostdunkerque
- Zonnegloed Dierenpark, Oostvleteren

## Province de Flandre-Orientale
- Centre récréatif Kluisbos, Kluisbergen
- Centre sportif et récréatif De Warande, Wetteren
- Domaine provincial De Gavers, Grammont
- Domaine provincial Puyenbroeck, Wachtebeke
- Parc de loisirs De Ster, Saint-Nicolas
- Parc familial Harry Malter, Heusden

## Province de Hainaut
- Aqua-Tournai, Tournai
- Aquacentre, Froidchapelle
- Aquaplanet, Enghien
- Archéosite d'Aubechies
- Centre de délassement de Claire-Fontaine, Godarville
- Lacs de l'Eau d'Heure, Boussu-lez-Walcourt
- Pairi Daiza (anciennement : Paradisio), Cambron-Casteau
- Parc d'Aventures scientifiques et de Société (PASS), Frameries
- Point d'eau, La Louvière

## Province de Liège
- Domaine Provincial De Wégimont, Ayeneux
- Forestia, La Reid
- Monde sauvage d'Aywaille, Aywaille
- Mont Mosan, Huy
- Plopsa Coo (anciennement : TéléCoo), Stavelot
- Source O Rama, Chaudfontaine
- Aywaille Adventure, Aywaille

## Province de Limbourg
- Center Parc De Vossemeren, Lommel
- Center Parc Erperheide, Peer
- Molenheide, Houthalen-Helchteren
- Parc récréatif Hengelhoef, Houthalen-Helchteren
- Piscine récréative Sint-Pieter, Saint-Trond
- Plopsa Indoor Hasselt, Hasselt

## Province de Luxembourg
- Adventure Valley, Durbuy
- Euro Space Center, Transinne
- Houtopia, Houffalize
- La ferme des Bisons, Bastogne
- Le Labyrinthe de Barvaux, Barvaux-sur-Ourthe
- Parc à gibier de La Roche-en-Ardenne, La Roche-en-Ardenne
- Parc à gibier de Saint-Hubert, Saint-Hubert
- Parc Aventure Bouillon (Semois aventure), Bouillon
- Parc Chlorophylle, Dochamps
- Sunpark Ardennes, Vielsalm

## Province de Namur
- Domaine des grottes de Han, grottes de Han
- Domaine provincial de Chevetogne, Chevetogne
- Malagne la gallo-romaine, Rochefort
- Parc Attractif Reine Fabiola, Namur
- Récréalle, Alle-sur-Semois
- Lesse Kayak, Dinant
- Dinant Aventure, Dinant

## Région de Bruxelles-Capitale
- Expo '58, Bruxelles
- Meli Heysel, Bruxelles
- Mini-Europe (Parc miniature), Bruxelles
- Océade (Parc aquatique), Bruxelles
- Scientastic, Bruxelles
- Solarium d'Evere, Evere
- Sortilège.be, Neder-Over-Heembeek